# التهاب البريتون المعدي السنوري
التهاب البريتون المعدي السنوري أو التهاب الصفاق المعدي السنوري (FIP) هو مرض عضال مميت يصيب القطط. وهو ناتج عن فيروس الصفاق المعدي السنوري (FIPV)، وهو تغير لفيروس كورونا المعوي السنوري.
لم يتفق الخبراء على التفاصيل الدقيقة للتغيرات الوراثية التي تنتج في فيروس التهاب الصفاق المعدي السنوري. يستطيع الفيروس المتغير غزو بعض خلايا الدم البيضاء والنمو فيها، وتسمى الخلايا الأكولة الكبيرة. تؤدي استجابة النظام المناعي إلى تفاعل التهابي في الأنسجة التي تحتويه.
يعد هذا المرض عادة من الأمراض القاتلة. حيث إن معدل الإصابة به تقريبًا 1 من 5000 من الأسر ومع واحد أو اثنين من القطط.
ويتوفر لقاح لالتهاب الصفاق المعدي السنوري ولكن المثير للجدل هو أنه لم تُثبت فعاليته.
يجري ساس وساس تصنيع تركيب منبه المناعة التجريبية واختبارها من قبل د. الليجاندر والذي ذكر أن ثلاث قطط مصابة بهذا الفيروس بقيت على قيد الحياة فوق السنة وتم علاجها بالأدوية.
وفي دراسة حالة واحدة، قد نجت قطة مصابة بالتهاب الصفاق المعدي السنوري الجاف حيث بقيت على قيد الحياة لمدة 26 شهرًا من تاريخ التشخيص الأخير.

## طرق العدوى والانتقال
يعد فيروس كورونا المعوي السنوري شائعاً جداً، لا سيما في الأماكن التي يتجمع فيها مجموعات كبيرة من القطط (مأوى الحيوانات إلخ.). حيث تصاب القطط بهذا الفيروس عن طريق الاستنشاق أو الأكل.و يعد البراز من مصادر انتقال هذا الفيروس الأكثر شيوعاً، على الرغم من أن تلوث الأسطح مثل أطباق الطعام والملابس يمكن ينقل هذا الفيروس أيضاً. وعلى الرغم من شيوع فيروس كورونا المعوي السنوري، إلى أن القطط لا تصاب بالتهاب الصفاق المعدي السنوري (FIP). في كثير من الأحيان، إن الإصابة بفيروس كورونا المعوي السنوري (FECV) لا ينتج أي علامات سريرية، ولكن قد يسبب إسهال خفيف. ولذلك، فإن القط الذي لا تظهر فيه علامات سريرية قد يكون حامل لهذا الفيروس وينقله لقط آخر. وعند إصابة أي قط بفيروس كورونا المعوي السنوري، فإنه من الممكن أن تزداد فرصة تحول هذا الفيروس إلى التهاب الصفاق المعدي السنوري(FIP). وقد تزداد هذه الفرصة عند القطط التي تعاني من ضعف المناعة وتتضمن القطط الصغيرة جداً والكبيرة في السن. ويُعتقد أن هناك عامل وراثي للإصابة بعدوى فيروسية.

## العلامات
هناك نوعان رئيسيان من التهاب الصفاق المعدي السنوري(FIP): مفرط (الرطب) وغير مفرط (الجاف). في حين أن كلاهما قاتلان، ولكن النوع المفرط هو الأكثر شيوعاً (60-70٪ من جميع الحالات من الحالات الرطبة) ويتقدم بسرعة أكبر من النوع غير المفرط.
المفرط (الرطب):
من العلامات السريرية المميزة لالتهاب الصفاق المعدي المفرط تراكم السوائل داخل البطن أو الصدر، والذي يمكن أن يسبب صعوبات في التنفس. وتشمل أعراض أخرى مثل: فقدان الشهية والحمى وفقدان الوزن واليرقان والإسهال.
غير المفرط (الجاف):
تتشابه أعراض هذا النوع مع أعراض النوع المفرط حيث تشمل فقدان الشهية والحمى، اليرقان والإسهال وفقدان الوزن، لكن لن يكون هناك تراكم للسوائل. من العلامات التي تظهر على القطط المصابة بالتهاب الصفاق المعدي السنوري الجاف (FIP) عادة القط مع FIP الجاف، العلامات البصرية والعصبية. فعلى سبيل المثال، قد يعاني القط من صعوبات في الوقوف أو المشي، وقد تصاب بالشلل الوظيفي مع مرور الوقت، بالإضافة إلى احتمال فقدان الرؤية.

## التشخيص
إن العلامات المرتبطة بالتهاب الصفاق المعدي السنوري (FIP) غالباً ما تكون غير محددة، وبالتالي قد تكون عملية التشخيص صعبة جداً . وإلى يومنا هذا، لا يوجد اختبار تشخيصي نهائي ل(FIP).
ويمكن أن يشتمل التشخيص على مجموعة من الاشتباهات السريرية الشديدة كوجود السوائل في البطن مع تغيرات الصفات الكيميائية للسائل كارتفاع نسبة البروتين وفحص الأنسجة المتضررة للفيروس المعدي السنوري (يمكن أن تتم عادة عن طريق أخذ خزعة من الأنسجة).
وغالباً ما يكون فحص الأنسجة من عينات الأنسجة أرخص اختبار تشخيصي متوفر، ولكن حساسيته لالتهاب الصفاق المعدي السنوي(FIP) أمر مشكوك فيه. كما أن اختبار تفاعل البلمرة المتسلسل متوفر للاستخدامه مه السوائل أو عينات معينة كن الأنسجة أيضاً. ومع ذلك، لا زالت مراجعة فعاليته سارية حتى الآن. وغالباً ما يتم التشخيص الافتراضي بناءًا على العلامات السريرية والتقييم السوائل في البطن أو الصدر، إن وجدت. حيث تميل السوائل الناتجة عن التهاب الصفاق المعدي السنوري (FIP) إلى اللون الأصفر واحتواءها على مستويات عالية من البروتين. ويمكن أن يجري اختبارات للدم لدعم التشخيص الافتراضي من خلال البحث عن الأجسام المضادة لفيروس كورونا وفحص نسبة ارتفاع البروتين.
لا تعتبر عيارات فيروس كورونا تشخيصاً بحد ذاتها وذلك، نظراً لانتشار فيروس كورونا المعوي السنوري(FeCoV)، ولكن يمكن استخدامها إلى جانب الأعراض السريرية لإجراء تشخيص التهاب الصفاق المعدي السنوري (FIP). ومن المهم ملاحظة أن القطط التي تكون فيها عيارات مرتفعة من فيروس كورونا المعوي السنوري(FCoV) تكون أقل عرضة لإصابة بالتهاب الصفاق المعوي السنوري(FIP) من تلك التي تكون عياراتها أقل.
يمكن استخدام اختبار بسيط يسمى «ريفالتا» لتمييز السوائل الموجودة في البطن أو الصدر الناتجة من التهاب الصفاق المعدي السنوري (FIP) من السوائل الناتجة من بعض الأمراض الأخرى بشكل دقيق جداً.

## العلاج
الحكمة المقبولة هي أنه لا يوجد علاج لالتهاب الصفاق المعدي السنوري(FIP). حيث يعمل العلاج كمسكن فقط، وعادةً ما يُنصح مالك القطط أن يحرص على راحة قططه قدر الإمكان.
قد تساعد «البريدنيزون» أو الأدوية الأخرى المثبطة للمناعة والتي وصفها الطبيب البيطري على إطالة عمر القط لبضعة أسابيع أو أشهر، ولكن يمكن أن تبطل مفعولها في بعض الحالات نتيجة للإصابة بالعدوى، وعلى الرغم من هذه المخاطر يمكن تخفيف هذا الاتهاب إلى حد ما عن طريق استخدام المضادات الحيوية أيضاً.
ويجري حالياً وضع نهج باستخدام الإشارات المناعية عن طريق العديد من الشركات. وعادةً ما يتطور التهاب الصفاق المعدي السنوري المفرط(FIP) بسرعة فائقة لأي علاج تتم تجربته.
وغالباً ما ينصح بالحجر الصحي ولكن قد لا يكون ضرورياً في ضوء الاكتشافات الجديدة لدورة المرض. ويوجد فيروس كورونا المعوي في البراز ويمكن أن ينتقل إلى القطط الأخرى. ومع ذلك، يجب أن تخضع لعملية طفرة لكي تؤدي إلى التهاب الصفاق المعدي السنوري(FIP).
قد تحدث الطفرة نتيجة لعدة عوامل (مثل: الوراثة، أو السلالة فيروسية، أو ضعف المناعة بسبب الإجهاد أو في نهاية العمر) أو أنه قد لا يحدث على الإطلاق. هذا النوع هو ما يفسر -جزئياً- التفاوت بين انتشار الفيروس والإصابة بالأمراض. تم العثور على هذا النوع فقط في البلاعم، وبالتالي فهو ليس معدياً. كما أن من الممكن إهمال علامات (FIP) بسهولة، وينصح بشدة أن يفحص الطبيب البيطري القطط عند ظهور أي علامات مثل: انتفاخ البطن، والتغيرات في العيون، والإسهال المزمن والخمول غير العادي أو عدوى الجهاز التنفسي. بينما قد يطيل العلاج عمر القطط. إن مرضى التهاب الصفاق المعدي السنوري يمكن أن تستفيدوا من العقاقير السامة للخلايا مثل: الميثوتريكسيت والسايتكاسون، ومن الستيرويدات القشرية مثل: بريدنيزولون. وعلى الرغم من أنه ليس علاجاً، إلا أنه غالباً ما يحسن الشهية والوزن، ويمكن أن تجعل القط في أقل سبات. وفي بعض الحالات، يمكن أن تؤدي هذه الأدوية راحة، وحتى الكورتيزون يمكن أن ينمح القط حياة جيدة لمدة 3-5 أشهر. وعلى الرغم من هذه العلاجات، ومع ذلك، لا يزال تشخيص هذا المرض ضعيف للغاية.